# M795

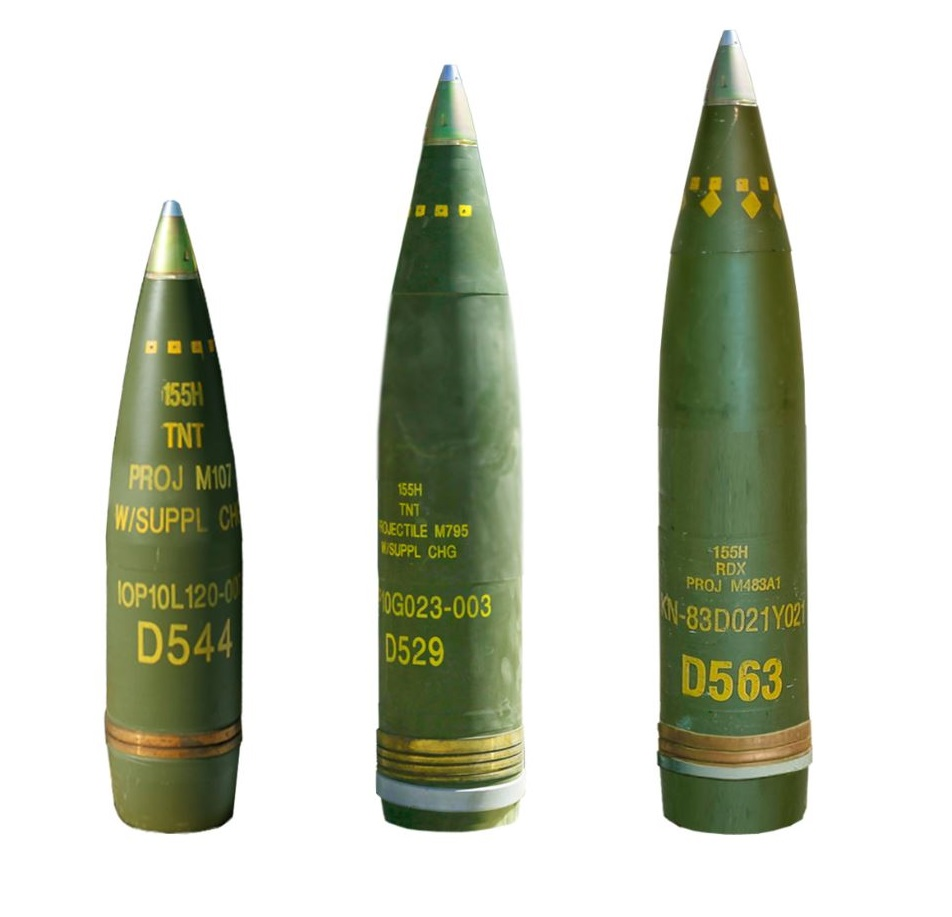
Снаряд M795 (посередине) в сравнении со снарядами M107(слева) и M483A1 (справа)

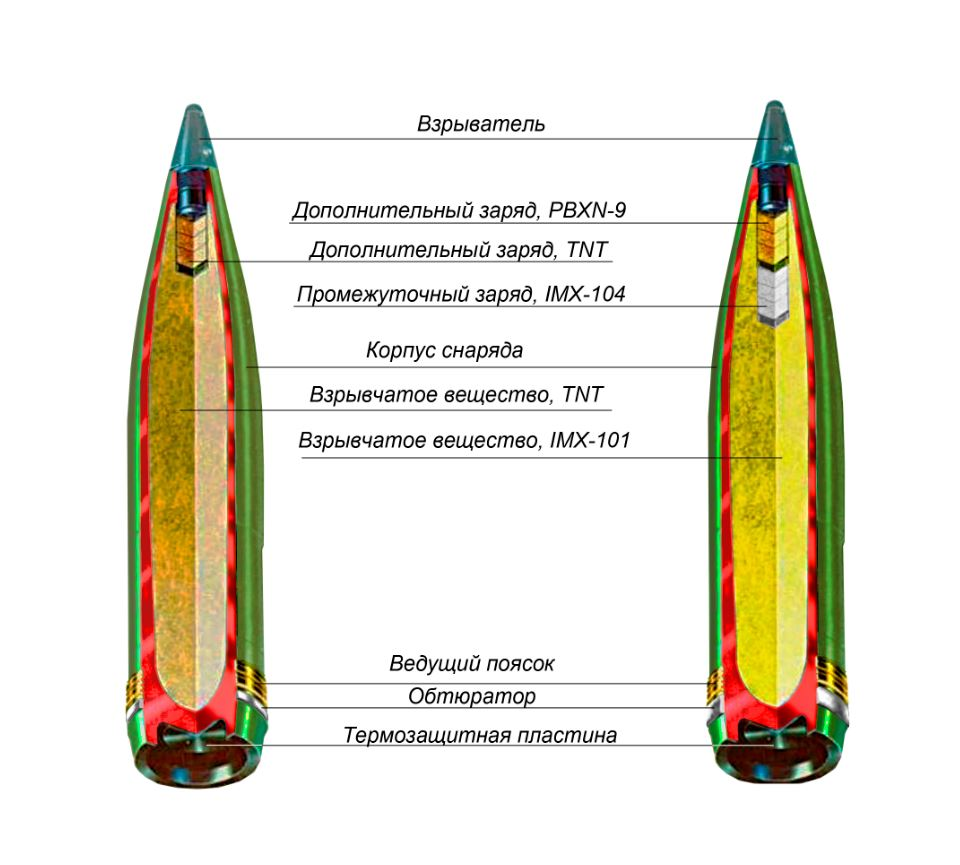
Снаряд M795 в разрезе. Слева: ВВ - тротил; справа: ВВ - IMX-101

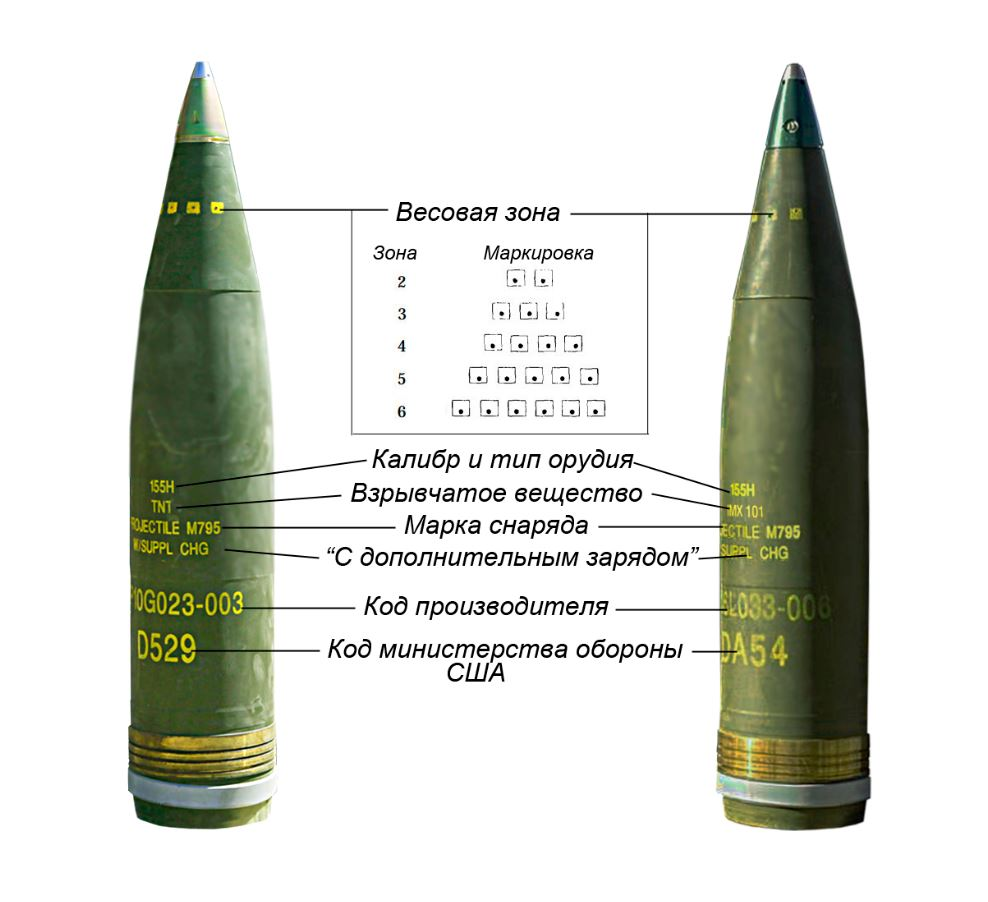
Маркировка снарядов M795 и M795 IM

M795 — стандартный осколочно-фугасный снаряд для гаубиц калибра 155 мм. Разработан в качестве замены устаревшего снаряда M107. Предполагается, что в будущем M795   будет заменён снарядом M1128

## История
Разработка снаряда M795 началась в конце 70-х годов XX века. Серийное производство снарядов M795, начинённых тринитротолуолом,  началось в 1996 году. В 2006 году для производства корпусов снарядов использовалась сталь, полученная от переплавки 8-дюймовых снарядов M106, хранившихся на армейском  заводе боеприпасов McAlester. Общая экономия за счет сокращения расходов на 197 000 обработанных снарядов составила 9,2 млн долларов.  В 2011 году в рамках программы "нечувствительных боеприпасов" началось предсерийное, а в 2014 году - серийное производство снарядов, в которых в качестве взрывчатого вещества используется IMX-101.

## Описание
Снаряд соответствует стандарту НАТО STANAG-4425. По наружным размерам и баллистическим характеристикам снаряд в основном совпадает с кассетным снарядом M483A1, производившемся в семидесятых годах двадцатого века, за исключением того, что он короче на два дюйма (5,1 см). Корпус снаряда кованный из высокофрагментируемой стали HF-1, для лучшего деления на осколки имеет внутренние насечки. В носовой части снаряда имеется резьбовое отверстие для ввинчивания взрывателя. При поставке с завода в это отверстие вкручивается пробка с рым-болтом, которая перед стрельбой выкручивается и заменяется взрывателем. К донцу снаряда приварена круглая термозащитная пластина из стали. Ведущий поясок из латуни с содержанием 90% меди и 10% цинка позволяет вести стрельбу снарядом из орудий со стволом длиной до 52 калибров. В отличие от штампованного ведущего пояска снаряда M107, поясок  снаряда M795 сварной. За ведущим пояском ближе к донцу снаряда имеется пластиковый обтюратор. До 2002 года его ширина была примерно 1см, с 2002 года ширину обтюратора увеличили вдвое. В корпусе снаряда находится взрывчатое вещество (ВВ). Это может быть тротил или IMX-101. Масса взрывчатого вещества 10,8 кг, то есть в 1,5 раза больше, чем у снаряда M107. Неснаряжённые взрывателем снаряды по весу делятся на шесть групп (зон). Начиная со второй, зоны маркируются в носовой части снаряда соответствующим количеством квадратов желтого цвета. При этом в каждом квадрате керном набивается углубление. Снаряд, начинённый тротилом и снаряд, начинённый IMX-101 (так же называемый M795 IM (от английского "Insensitive munition")), различаются не только типом взрывчатого вещества, но и некоторыми конструктивными особенностями. Согласно исследованиям, чтобы уничтожить взвод пехоты противника (по стандартам  США около 50 человек) боеприпасом M795, понадобится около 43 снарядов.

### M795 с тротилом
Напротив резьбового отверстия для взрывателя во взрывчатом веществе, заполняющем корпус, высверлено углубление, в которое вставлен дополнительный тротиловый заряд в алюминиевом корпусе (англ: "supplementary charge") весом 136 грамм, выравнивающий глубину отверстия до "нормальной". Если применяется взрыватель с короткой ввинчивающейся частью (56мм), дополнительный заряд остаётся на месте. При использовании взрывателя с длинной ввинчивающейся частью (124,7 мм), например, корректирующего взрывателя M1156 PGK - дополнительный заряд вынимается.
Снаряды M795, начинённые тротилом, маркируются буквами "TNT" и кодом министерства обороны США  D529.

### M795 с IMX-101 (M795 IM)
В снаряде, снаряжённом IMX-101 отверстие в взрывчатом веществе высверлено глубже, так как в него установлено два заряда. Из-за того, что взрыватель, рассчитанный на тротил, не способен инициировать подрыв IMX-101, в качестве взрывчатого вещества в дополнительном заряде применяется нечувствительное ВВ PBXN-9.  M1156 PGK также не способен инициировать IMX-101, поэтому под дополнительным зарядом устанавливается промежуточный заряд, содержащий нечувствительное ВВ IMX-104.
Кроме того, чтобы избежать разрыва корпуса при повышении давления в снаряде вследствие возгорания взрывчатого вещества (например, вследствие попадания в снаряд бронебойно-зажигательной пули), транспортировочная пробка-заглушка выполнена не из металла, а из плавящегося пластика, а алюминиевый корпус промежуточного заряда заменён пластиковой обёрткой. При критическом повышении температуры оболочка промежуточного заряда и пробка плавятся, позволяя внутреннему давлению сбрасываться через отверстие для взрывателя.
Снаряды M795, начиненные IMX-101, маркируются соответственно  "IMX-101" и кодом DA54.

### Технические характеристики
- Длина с взрывателем - 83,8 см[12]
- Диаметр корпуса: 154,89 мм
- Дальность стрельбы из орудия с длиной ствола в 39 калибров с пятью метательными зарядами М232А1 — 22,5 км[13]
- Круговое вероятное отклонение на максимальной дальности - 139 метров.
- Вес — 46,7 кг.
- Вес взрывчатого вещества — 10,8 кг.

| Зона | Мин. вес, кг | Макс. вес, кг |
| ---- | ------------ | ------------- |
| 2    | 44.9         | 45.5          |
| 3    | 45.4         | 46.0          |
| 4    | 45.8         | 46.6          |
| 5    | 46.4         | 47.0          |
| 6    | 46.9         | 47.5          |

## Взрыватели
Может применяться любой взрыватель, соответствующий стандарту STANAG 2916. Например:
- Взрыватели с короткой ввинчивающейся частью :
  - M739A1,  M782
- Взрыватели с длинной ввинчивающейся частью:
  - Взрыватель с коррекцией курса M1156

## Метательные заряды
Снаряд  M795 относится к категории раздельно заряжаемых боеприпасов с модульными (зональными) метательными зарядами. То есть снаряд и метательные заряды заряжаются раздельно. Могут использоваться, например, стандартные картузные метательные заряды НАТО, такие как M3A1, M4A2, M119, M119A1, M119A2, M203, M203A1, либо модульные заряды М231 и М232А1.

## Производство
Корпуса снарядов с ведущим пояском изготавливаются и окрашиваются на заводе Scranton Army Ammunition Plant (SCAAP), расположенном в городе Скрантон, штат Пенсильвания. После чего перевозятся на завод Iowa Army Ammunition Plant (IAAAP)  в город Берлингтон, штат Айова, где в них заливают взрывчатое вещество, устанавливают дополнительный и промежуточный заряды, вкручивают пробку, маркируют и упаковывают готовые снаряды в палетты по 8 шт.
Взрывчатые вещества IMX-101 и IMX-104 производятся на заводе  Holston Army Ammunition Plant (HSAAP) в городе Кингспорт, штат Теннесси.
До 2023 года было произведено 431 468 снаряда M795, снаряженных тротилом.
До 2021 года было произведено 474 633 снаряда M795, снаряженных IMX-101.
22 ноября 2022 года Совместное исполнительное управление программы вооружений и боеприпасов и Командование Сухопутных Войск США заключили с IMT Defense Corporation контракт на производство корпусов снарядов M795. Производство будет развёрнуто на заводе в Гарленде, штат Техас, для чего там будет построена новая линия по производству металлических деталей для 155-мм снарядов.

## Стоимость
До 2021 года средняя цена снаряда M795, снаряженного тротилом, составляла 1309 долларов США,  в 2021 году - 683 доллара США, в 2023 году - 770 долларов США
До 2018 года средняя цена снаряда M795, снаряженного IMX-101, составляла 1166 долларов США, в 2020 году - 1 270 долларов США.

## Программа повышения дальности
Дальность стрельбы снарядом M795 (22,5 км) больше, чем дальность предшествующего ему снаряда М107 (17 км), однако в современных условиях недостаточна. Поэтому было принято решение начать программу создания снаряда, которым можно стрелять на бо́льшую дальность, чем M795. В рамках этой программы были разработаны и испытаны два экспериментальных прототипа будущего снаряда.

### M795E1
Разработка началась в 2003 году. Фактически, этот снаряд не имел ничего общего с M795, кроме калибра. За основу по размерам и по баллистике был взят кассетный снаряд с донным газогенератором М864. (то есть относительно  M795 увеличены радиус и длина оживала, а также длина цилиндрической части). Изначально предполагалось три модификации: с донным газогенератором, активно-реактивный, и активно-реактивный с донным генератором. Однако остановились на варианте с донным генератором. Который тоже был взят от М864. Масса взрывчатого вещества (тротил) уменьшилась с 10,8 кг у M795 до 10 кг. На испытаниях при стрельбе из гаубицы M198 снаряд  M795E1 показал дальность 29,6 км, однако недостаточную точность.

### M795E2
Разработка началась в 2008 году. В геометрию корпуса внесены изменения. Относительно корпуса M795E1 увеличен радиус и длина оживала, и уменьшена длина цилиндрической части снаряда. Взрывчатое вещество заменено на IMX-101. Доработан донный генератор. На испытаниях при стрельбе из гаубицы M198 снаряд  M795E2 показал дальность более 30 км.
В 2011 году было принято решение о предсерийных испытаниях, и снаряд получил индекс XM1128.

## На вооружении

### США
В артиллерийских формированиях сухопутных войск и морской пехоты вооружённых сил США.

### Украина
Определённое количество снарядов передано Украине в рамках военной помощи со стороны США. Предназначен для стрельбы из буксируемых гаубиц M777.
10 мая 2022 года были опубликованы фотографии, подтверждающие начало использования M795 в боевых действиях против российских войск.